# Paradicsomvarjú
A  paradicsomvarjú  (Lycocorax pyrrhopterus) a madarak osztályának verébalakúak (Passeriformes) rendjébe és a paradicsommadár-félék (Paradisaeidae) családjába tartozó Lycocorax nem egyetlen faja.

## Előfordulása
Az Indonéziához tartozó Maluku-szigetek területén honos.

## Megjelenése
Testhossza 34 centiméter. A hím és a tojó között nincs sok különbség.

## Életmódja
Gyümölcsökkel táplálkozik, de esetenként rovarokat is fogyaszt.

## Külső hivatkozások
- Képek az interneten a fajról
- Ibc.lynxeds.com